# ۱۷۱۷ (میلادی)
۱۷۱۷ (میلادی) هزار و هفتصد  و هفدهمین سال تقویم میلادی است.

## زادگان
- ۱۹ فوریه – دیوید گریک، بازیگر بریتانیایی (د. ۱۷۷۹)
- ۲۷ ژوئن – لوئیس گویلام ل مننیر، فیزیک‌دان فرانسوی (د. ۱۷۹۹)